# Cosetacus camelliae
Cosetacus camelliae är en spindeldjursart som först beskrevs av Hartford Hammond Keifer 1945.  Cosetacus camelliae ingår i släktet Cosetacus och familjen Eriophyidae. Inga underarter finns listade i Catalogue of Life.